# لايوو
لايوو (بالصينية: 莱芜市 )‏ هي مدينة على مستوى محافظة، في جمهورية الصين الشعبية، تتبع شاندونغ، تبلغ مساحتها 2,246.21 كيلومتر مربع، رمزها البريدي هو 271100.

## التقسيمات الإدارية
- Laiwu, Jinan [الإنجليزية]‏
- Gangcheng, Jinan [الإنجليزية]‏.